# Umi no Koto
Umi no Koto (湖の琴) é um filme de drama japonês de 1966 dirigido e escrito por Tomotaka Tasaka e Naoyuki Suzuki. Foi selecionado como representante do Japão à edição do Oscar 1967, organizada pela Academia de Artes e Ciências Cinematográficas.

## Elenco
- Yoshiko Sakuma - Saku
- Katsuo Nakamura - Ukichi Matsumiya
- Ganjirō Nakamura - Samezaemon
- Hisano Yamaoka - Matsue Torii
- Minoru Chiaki - Kidayu Momose
- Michiyo Kogure - Suzuko
- Kirin Kiki - Kayo Sugumo
- Kunie Tanaka - Kenkichi Ohara
- Chiyo Okada - Masuko
- Junko Miyazono - Teruko